# Bugacia submontana
Bugacia submontana är en stekelart som beskrevs av Boucek 1956. Bugacia submontana ingår i släktet Bugacia och familjen puppglanssteklar.
Artens utbredningsområde är:
- Tjeckien.
- Ungern.
- Sverige.

Arten är reproducerande i Sverige. Inga underarter finns listade.